# Mezoregion Serrana

Mezoregion Serrana

Mezoregion Serrana – mezoregion w brazylijskim stanie Santa Catarina, skupia 30 gmin zgrupowanych w dwóch mikroregionach. Liczy 13 860,5 km² powierzchni.

## Mikroregiony
- Campos de Lages
- Curitibanos